# Vincent Lübeck
Vincent Lübeck (Padingbüttel, settembre 1654 – Amburgo, 9 febbraio 1740) è stato un compositore e organista tedesco.

## Biografia
Vincent Lübeck nacque a Padingbüttel, nel nord della Germania, nel 1654. Suo padre, di nome anch'egli Vincent, era organista, e probabilmente fu proprio da lui che Lübeck ricevette i primi rudimenti di musica.
Dopo la giovinezza, trascorsa quasi interamente a Flensburgo, nel 1675 divenne titolare dell'organo della chiesa dei Santi Cosma e Damiano a Stade, dove si guadagnò una lusinghiera reputazione come compositore, esecutore e improvvisatore. Esponente della scuola barocca nordica, nel 1702 venne nominato organista presso la Sankt Nikolai Kirche di Amburgo. Questa chiesa possedeva uno degli organi più belli della città, costruito dal celebre organaro Arp Schnitger.
Vincent Lübeck vi rimase fino alla morte, avvenuta nel 1740. 

## Opere
Malgrado la sua lunga carriera, poche sue composizione sono giunte fino a noi:

### Musica per organo
- Preludio e fuga in do maggiore.
- Preludio e fuga in do minore.
- Preludio e fuga in re minore.
- Preludio e fuga in mi maggiore.
- Preludio e fuga in fa maggiore (spurio, forse opera di suo figlio).
- Preludio e fuga in sol maggiore (spurio, forse opera di suo figlio).
- Preludio e fuga in sol minore.
- Fantasia sul corale Ich ruf zu Dir, Herr Jesu Christ.
- Preludio sul corale  Nun lasst uns Gott (incompleto, solo i primi sei versi).

### Musica per clavicembalo
- Clavier Übung bestehend im Praeludio, Fuga, Allemande, Courante, Sarabande und Gigue als auch einer Zugabe von dem Gesang Lobt Gott ihr Christen allzugleich in einer Chaconne (Amburgo, 1728):
  - Preludio e fuga in la minore.
  - Suite in sol minore.
  - Ciaccona su Lobt Gott ihr Christen, in fa maggiore.
- Un manoscritto del 1691, attribuito a Lübeck e pubblicato di recente da Bärenreiter, contiene: 
  - Preludio in re maggiore e ciaccona in re minore.
  - Ciaccona in la maggiore.
  - Suite in la minore.
  - Marcia e minuetto in fa maggiore.

### Musica sacra vocale
- Es ist ein grosser Gewinn, wer gottselig ist, datato 10-14 novembre 1693.
- Gott wie dein Nahme.
- Hilff deinem Volck.
- Ich hab hier wenig guter Tag, datato 10-14 novembre 1693.
- Willkommen süsser Bräutigam.

Altre quattordici cantate e una passione (perdute).